# Carl Ussing
Carl Theodor Ussing (født 22. april 1857 i Flensborg, død 22. juni 1934 på Frederiksberg) var en dansk retskyndig, søn af W.J.A. Ussing.
Ussing blev student 1875 fra Metropolitanskolen, cand. jur. 1880, Dr. jur. 1884, auditør 1887, 1891 assessor (dommer) i Kriminal- og Politiretten i København, 1905 i Overretten sammesteds, 1910 justitiarius (præsident) sammesteds, direktør i Nationalbanken 1914—24. Foruden sin disputats Anders Sandøe Ørsted som Retslærd (1884) og Den vigtigste Retsreform (1896) har Ussing, hvis forfatterskab udmærker sig ved åndrighed og friskhed, skrevet en række læseværdige afhandlinger, blandt andet i "Ugeskrift for Retsvæsen", "Tidsskrift for Retsvidenskab", "Tilskueren" og andre. Hans foredrag efter Albertis selvanmeldelse Offentlig Moral (1908) vakte ualmindelig opsigt. Ussing var ikke dekoreret og må altså have afslået af modtage Dannebrogordenen.
Som justitiarius i overretten foranledigede han gennem lov af 22. december 1910 omfattende ændringer i rettens forretningsgang. Stærkt socialt interesseret har Ussing særlig beskæftiget sig med ædruelighedsspørgsmålet og med arbejderspørgsmålet, medlem således af Ædruelighedskommissionen af 1903, formand for kommissionen 1914-23, 1925 formand for Overbevillingsnævnet; 1919-20 formand for den faste Voldgiftsret, i hvis tilblivelse han havde en hovedandel. Stillingen som direktør i Nationalbanken beklædte Ussing i en vanskelig og farlig periode, som han har skildret i det omfattende skrift Nationalbanken 1914-24 (1927). Han er begravet på Solbjerg Parkkirkegård.